# 說文解字口部殘葉
《說文解字》口部殘葉是一部唐代中期寫本文獻，現存於日本。殘葉有三，一為西川寧所藏，一為平子尚所藏，另一以“篆隸字義斷簡”之名見於《古典籍下見展觀大入札會目錄》。收錄有《說文解字·口部》24字的正篆及其中20字的注音和說解。
口部殘葉與木部殘卷同為目前可見的最早的《說文解字》版本。

## 收字
- 篆隸字義斷簡：
- 平子尚氏藏品：
- 西川寧氏藏品：